# ناثانيل رامزي
ناثانيل رامزي (بالإنجليزية: Nathaniel Ramsey)‏ هو محامي أمريكي، ولد في 1 مايو 1741 في مقاطعة لانكستر في الولايات المتحدة، وتوفي في 23 أكتوبر 1817.